# Marc Emery
Marc Scott Emery (* 13. února 1958) je kanadský aktivista bojující za legalizaci marihuany. Je to bývalý obchodník se semínky marihuany. Vlastník obchodu a editor Cannabis Culture Magazine patřil mezi jedny z nejhledanějších zločinců v USA do 29. července 2005 kdy byl v Kanadě zadržen na podnět USA za prodej konopných semínek přes internet. Emery byl v USA obviněn, přestože není jejich občanem a nikdy na jejich území semínka marihuany neprodával, jen v Kanadě, kde je prodej konopných semínek legální.